# アリババの復讐
『アリババの復讐』（ありばばのふくしゅう、Son of Ali Baba）は1952年のアメリカの映画作品。出演はトニー・カーティス、パイパー・ローリーなど。

## ストーリー
バクダッド太守はアリババの財産を狙っており、太守の息子フセインは、アリババの息子カシュマと仲が悪かった。
ある日、バクダッド太守はペルシャ国王とフェズ領主の娘アズラ姫とその母親を誘拐する。アズラ姫にキキという偽名を名乗らせ、逃走奴隷の格好をさせてカシュマの家に送り込む。太守の思惑通り、カシュマはキキをアリババの家にかくまわせる。こうして太守はアリババが姫を誘拐したと国王に報告し、アリババを始末する口実を得た。ところがこの計画はカシュマの友ムスタファに漏れており、キキの正体を知ったカシュマは本人とその幼馴染ターラとともに近隣の森へ逃げ込む。カシュマ達と入れ違いに太守たちがアリババの家に押し寄せて人質にし、財産を持ってくれば解放すると宣言する。カシュマたちは40人の盗賊の息子たちを呼び寄せて太守の元へと殴りこむ。ターラが太守を射殺する間、アリババとアズラ姫の母が救出される。また、フセインもカシュマによって倒される。
真相を知った国王はカシュマをバグダッドの太守に据え、アズラ姫との結婚も認める。

## キャスト
※括弧内は日本語吹替（放送日：1971年3月19日 IBC）
- カシュマ・ババ：トニー・カーティス（広川太一郎）
- アズラ姫：パイパー・ローリー（寺田路恵）
- タラ：スーザン・キャボット（森ひろ子）
- ムスタファ：ウィリアム・レイノルズ（仲村秀生）
- フセイン：ヒュー・オブライエン（野田圭一）
- カリフ：ビクター・ジョリー
- アリ・ババ：モリス・アンクラム
- ハミッド：ハリー・ガーディノ[注釈 2]
- ナレーター：ジェフ・チャンドラー[注釈 2]

## スタッフ
- 監督：カート・ニューマン
- 製作：レナード・ゴールドスタイン
- 脚本：ジェラルド・ドレイスン・アダムス
- 撮影：モーリー・ガーツマン
- 編集：ヴァージル・W・ヴォーゲル
- 音楽監督：ジョセフ・ガーシェンソン